# Mühlbach (Umlach)
Der Mühlbach, ein etwa 5,1 km langer oberschwäbischer Bach, entspringt südlich von Graben und mündet bei Ampfelbronn in die Umlach. Sein Einzugsgebiet, rund 12 km², prägen geschützte Auenwälder und Feuchtgebiete. Die Stelzenmühle nutzt den Bach zur Stromerzeugung.

## Lage
Die Quelle des Mühlbachs liegt südlich von Graben auf der Flur Wengener Riedle am Haisterkircher Rücken auf der Gemarkung Graben (Bad Waldsee). Sein Einzugsgebiet erstreckt sich jedoch überwiegend über die Gemarkung Unterschwarzach (Bad Wurzach). Das Gebiet liegt westlich des Wurzacher Rieds und unweit östlich der Europäischen Hauptwasserscheide.

## Einzugsgebiet
Das Einzugsgebiet des Mühlbachs umfasst eine Fläche von 11,999 km². Es erstreckt sich entlang der „Schlucht“, an der die Straße nach Eggmannsried verläuft, und wird anschließend von den Ortschaften Unterschwarzach, Schwendle, Oberschwarzach, Weiherbauer, Eggmannsried und Ampfelbronn begrenzt.

## Verlauf
| \| Legende \| \| \| \| \| \| \| \| \| \| \| \| \| \| \| Stelzenmühle \| \| \| \| Straßenbrücke \| \| Ortseingang Eggmannsried \| \| \| \| Lochgraben \| \| \| \| \| \| \| \| Faulgraben \| \| \| Umlach \| \| \| \| \| |               |  |                          |  |
| Legende |               |  |                          |  |
| |               |  |                          |  |
| |               |  | Stelzenmühle             |  |
| | Straßenbrücke |  | Ortseingang Eggmannsried |  |
| | Lochgraben    |  |                          |  |
| |               |  | Faulgraben               |  |
| Umlach |               |  |                          |  |

Der Mühlbach entspringt südlich von Graben auf der Gemarkung Bad Waldsee, im Bereich des Wengener Riedle. Er durchfließt den Ortskern von Graben und fließt westlich der Straße nach Eggmannsried bis kurz nach der Abzweigung zum Bühlerhof. Anschließend verläuft er östlich der Straße, passiert Söldenhorn und unterquert das Mühlgebäude der Stelzenmühle. Im Weiler Stelzenmühle erreicht er wieder den Mühlenweg, der ins Zentrum von Eggmannsried führt. Von dort verläuft er östlich der B465, kreuzt diese kurz vor Ampfelbronn und mündet in einem Bogen um Ampfelbronn in die Umlach.

## Zuflüsse

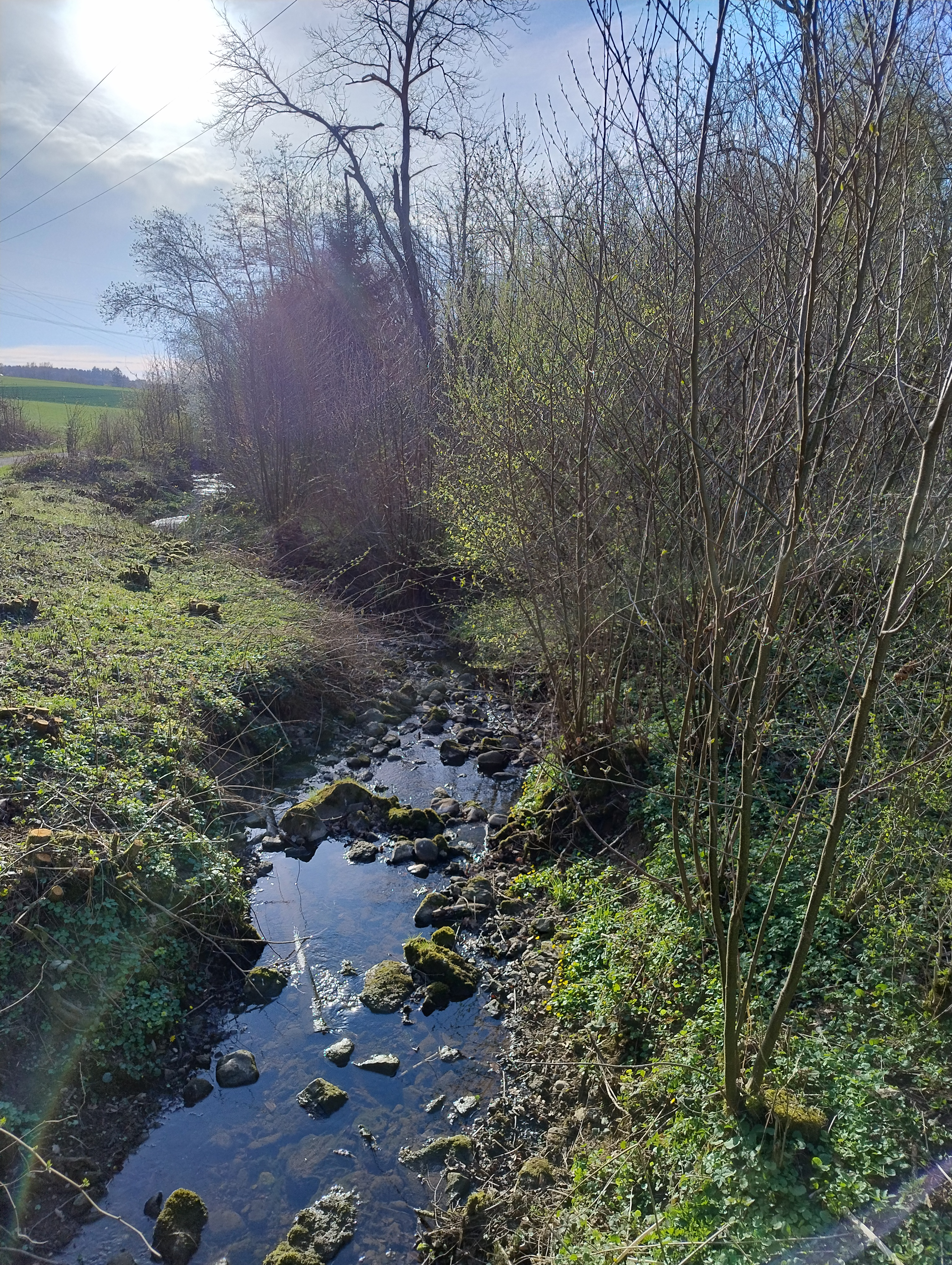
Der Lochgraben zwischen Eggmannsried und Unterschwarzach, an der Brücke vor der Pumpstation, Blick Richtung Westen

### Lochgraben
Der Lochgraben, mit einer Länge von 3,948 km, entspringt im Waldgebiet westlich von Schwende. Er verläuft südlich der K8032 bis nach Unterschwarzach, wo er ab der Ortsmitte südlich der B465, begleitet von einem gekiesten Weg, fast parallel zur Straße fließt. Der Lochgraben mündet in Eggmannsried von rechts in den Mühlbach.

### Faulgraben
Der Faulgraben, mit einer Länge von 2,641 km, entspringt am südlichen Ortsrand von Wohlfahrtsweiler. Er verläuft grob entlang der Straße über Menhardsweiler nach Eggmannsried, wobei er südöstlich der Straße bis Menhardsweiler Süd und nördlich der Straße ab Menhardsweiler verläuft. Der Faulgraben mündet in den Mühlbach an der Abzweigung Greutweg vom Mühlweg.

## Wasserkraft

### Wasserkraftwerk T 214 Stelzenmühle
In der Stelzenmühle im Weiler Stelzenmühle befindet sich das Wasserkraftwerk T 214 Stelzenmühle, ein in Betrieb befindliches Flusskraftwerk mit einer installierten Leistung von 9 kW. Es nutzt eine Fallhöhe von 14,8 Metern und einen mittleren Abfluss von 0,176 m³/s zur Stromerzeugung.

### Historische Nutzung
Die Stelzenmühle in Stelzenmühle, deren Existenz als Mahlmühle des Chorstifts Waldsee bis ins 14. Jahrhundert zurückreicht, befindet sich seit 1678 im Besitz der Familie Gütler. Ursprünglich wurde das Gefälle von über 8 Metern durch zwei versetzt übereinander hängende oberschlächtige Wasserräder in einem abgeteuften Schacht genutzt. Heute ist von dieser historischen Technik nur noch der Schacht erhalten. Bereits Ende des 19. Jahrhunderts wurde die Mühle auf Strom umgestellt.

## Biotope

### Auwaldstreifen südwestlich Graben
Südwestlich von Graben im Bereich der Quelle des Mühlbach erstreckt sich ein kleines, geschütztes Auenwaldgehölz inmitten von Dauergrünland. Dieses Biotop wird vom hier noch periodisch wasserführenden Mühlbach durchflossen, der hauptsächlich durch Drainagewasser aus dem umliegenden Grünland gespeist wird. Zusätzlich erhält das Bächlein Wasser aus einer zeitweise fließenden Sickerquelle, die etwa zehn Prozent der Gesamtfläche des Biotops einnimmt. Das Gehölz wird überwiegend von Traubenkirsche, Schwarz-Erle und Gemeinem Schneeball gebildet und zeichnet sich durch ein geschlossenes Kronendach aus, wobei die Strauchschicht fließend in die Baumschicht übergeht. Auf sickerfeuchten Stellen ist vermehrt Bitteres Schaumkraut zu finden.

### Gehölze nördlich Graben
Entlang der Straße in Richtung Eggmannsried, nördlich von Graben, wurden vier Gehölz-Teilflächen erfasst, die eine vielfältige Flora aufweisen. Dazu gehören die ungefährdeten Arten Gewöhnliche Vogelbeere, Wald-Ziest, Akeleiblättrige Wiesenraute, Sommer-Linde, Große Brennnessel und Gewöhnlicher Schneeball.

### Bach S Söldenhorn
Im Bereich der Brunnenwiese, südlich von Söldenhorn, fließt ein geschützter Flachlandbachabschnitt vom Mühlbach mit typischer Ufervegetation. Er zeichnet sich durch kiesig-sandige Sohle und Flach- und Steilufer aus.

### Feldgehölz S Stellenmühle
Südlich der Stellenmühle liegt ein 1,4 Hektar großes Feldgehölz an einem Westhang, das aus zwei Teilabschnitten besteht und abschnittsweise vom Mühlbach durchflossen wird. Das Gehölz ist an den Unterhängen eschenreich, an den Oberhängen buchenreich und weist im Norden auch Pappeln auf. Der Mühlbach hat hier ein sandiges Bett.

### Karten
1. ↑  Karte: Kartenansicht - Daten- und Kartendienst der LUBW. Abgerufen am 6. April 2025.
2. ↑  Karte: Kartenansicht - Daten- und Kartendienst der LUBW. Abgerufen am 31. März 2025.
3. ↑  Karte: Kartenansicht - Daten- und Kartendienst der LUBW. Abgerufen am 31. März 2025.
4. ↑  Karte: Kartenansicht - Daten- und Kartendienst der LUBW. Abgerufen am 31. März 2025.

### Wasserkraft
1. ↑  T 214 Stelzenmühle. Abgerufen am 30. März 2025.
2. ↑  Stelzenmühle Gütler Eggmannsried. Abgerufen am 30. März 2025 (deutsch).
3. ↑  Steffen Lang: Dieser Betrieb ist der letzte seiner Art im Altkreis Wangen. 5. Juli 2024, abgerufen am 30. März 2025.

### Biotope
1. ↑  Tabelle: Biotop - Erhebungsbogen - Daten- und Kartendienst der LUBW. Abgerufen am 30. März 2025.
2. ↑  Tabelle: Biotop - Erhebungsbogen - Daten- und Kartendienst der LUBW. Abgerufen am 30. März 2025.
3. ↑  Tabelle: Biotop - Erhebungsbogen - Daten- und Kartendienst der LUBW. Abgerufen am 30. März 2025.
4. ↑  Tabelle: Biotop - Erhebungsbogen - Daten- und Kartendienst der LUBW. Abgerufen am 30. März 2025.